# The King of Fighters XV
The King of Fighters XV (ザ・キング・オブ・ファイターズ XV), ou simplesmente KOF XV, é a 15ª edição da série de jogos eletrônicos de luta The King of Fighters. Foi anunciado pela primeira vez no ano de 2020 através de um teaser. Este é também o primeiro jogo de The King of Fighters a usar Unreal Engine 4 desde o seu último lançamento, a edição de número XIV.

## Desenvolvimento
Devido à resposta positiva a media da marketing de The King of Fighters XIV, o diretor e produtor Yasuyuki Oda disse em agosto de 2017 que The King of Fighters XV era possível de existir no futuro, mas a empresa SNK também queria se concentrar em desenvolver e trazer outras franquias. Juntamente com isso ela veio e trabalhou em um spin-off, SNK Heroines: Tag Team Frenzy, um jogo de luta voltado para personagens femininos da empresa incluindo. Em dezembro de 2018, foi dito que a empresa SNK estava trabalhando em The King of Fighters XV, com o objetivo de lançá-lo durante 2020. Sentindo que os gráficos do jogo estavam desatualizados para um jogo de 2016, inclusive o presidente da SNK, Zhihui GE, disse que o XV usará o Unreal Engine 4 para fornecer uma mlehor apresentação sobre o jogo e o futuro da franquia para os fãs.
No evento Evo 2019, a SNK anunciou que o jogo estava em desenvolvimento, com alguns trechos sobre o designer revelado. O diretor criativo do título é Eisuke Ogura, que já trabalhou como artista na série desde The King of Fighters 2001, sendo mais notavelmente o ilustrador principal de The King of Fighters XIII e XIV. O diretor de King of Fighters XIV Yasuyuki Oda será o produtor do título. Enquanto isso, Ogura foi substituído por Tomohiro Nakata como novo designer e parte da mobilidade dos personagens. 
Originalmente, o jogo estava previsto para ser lançado em meados do ano de 2020. No entanto, no final de dezembro Oda e Ogura revelaram que o jogo seria lançado apenas na metade de 2021 com mais conteúdo ainda a ser explorado. Durante esses anúncios, os dois desenvolvedores revelaram esboços de Shun'ei, Kyo Kusanagi e Benimaru Nikaido, com o primeiro sendo definido para ser o protagonista do novo jogo. Ogura chamou de "nosso KOF mais ambicioso até agora". Um trailer oficial foi definido para 7 de janeiro de 2021, mas foi atrasado por razões desconhecidas ao lado do conteúdo para download de Samurai Shodown. O trailer foi revelado no dia seguinte, incluindo imagens do jogo de Kyo, Shun'ei, Benimaru, K ', Mai Shiranui e Leona Heidern, ao mesmo tempo em que confirmava um lançamento em 2021 ao lado de futuros trailers. 
A equipe através de varios avisos falaram que se  concentraram em melhorar o visual e aumentar a jogabilidade acelerada, adicionando novos elementos que ainda precisam ser explicados. Ao promover o título, o diretor de anime Masami Obari que anteriormente trabalhou em Fatal Fury: The Motion Picture e projetou o jogo de luta Neo Geo da Technōs Japan, Voltage Fighter Gowcaizer  está fazendo um pequeno anime baseado na série.